# Julian Dąbrowski (inżynier)
Julian Dąbrowski (zm. 1941) – polski inżynier, urzędnik ministerialny II RP.

## Życiorys
Po odzyskaniu przez Polskę niepodległości został urzędnikiem w służbie państwowej. Pełnił stanowisko dyrektora Departamentu Przemysłowego w Ministerstwie Przemysłu i Handlu.
2 maja 1923 został odznaczony Krzyżem Komandorskim Orderu Odrodzenia Polski „w uznaniu zasług, położonych dla Rzeczypospolitej Polskiej na polu organizacji i rozbudowy Ministerstwa Przemysłu i Handlu”.